# Rock noir
Rock noir es un género de música moderno que esta fuertemente influenciado por bandas como Nick Cave and the Bad Seeds y Crime and the City Solution, bandas Dark de los 60's como The Doors y The Velvet Underground, compositores como Kurt Weill y Erik Satie. Caracterizándose por contar intrigantes y oscuras historias, las canciones en sí son claramente agresivas a su manera y forma. Con raíces en el Cabaret, el Gótico y el folclor americano; el género se conecta con imágenes de lucha, violencia, engaño, y el romance condenado. Es el “Duende” en su naturaleza – música mayormente crada por conflictos y peleas en lugar de musas inspiradoras.
Aunque tiene similitudes con la música Gótica, el rock noir es más acorde con suspenso y misterio en lugar del ambiente demoniaco, grotesco y horror. Captura un sentido visual de las sombras y ambigüedad usado en David Lynch, Alfred Hitchcock, y el Cine negro - así como el simbolismo encontrado en poesía y literatura.
Los autores del género son la banda Italiana  Belladonna, cuyo álbum debut Metaphysical Attraction (2006) es el primer Álbum de Rock Noir lanzado.
Actualmente, el género ha encontrado un conjunto de artistas extendiéndose a lo largo de la costa oeste de América, como The Holy Kiss, Magic Daggers, Death by Doll (Dame Darcy), The Divine Madness, y Rykarda Parasol. Otras bandas de Rock Noir en la comunidad son Bellmer Dolls, The Vanishing, y Tex Napalm.
El término "Rock Noir" fue registrado en 2005 por Belladona, los fundadores y escritores Dani y Luana, a fin de describir su género musical en entrevistas y conferencias de prensa. Un nuevo género hermano Punk Noir, combina energía Dark, Gótico/post-punk.